# Mk 83
La Mark 83 è una bomba a caduta libera di costruzione statunitense, parte della serie Mark 80.

## Sviluppo

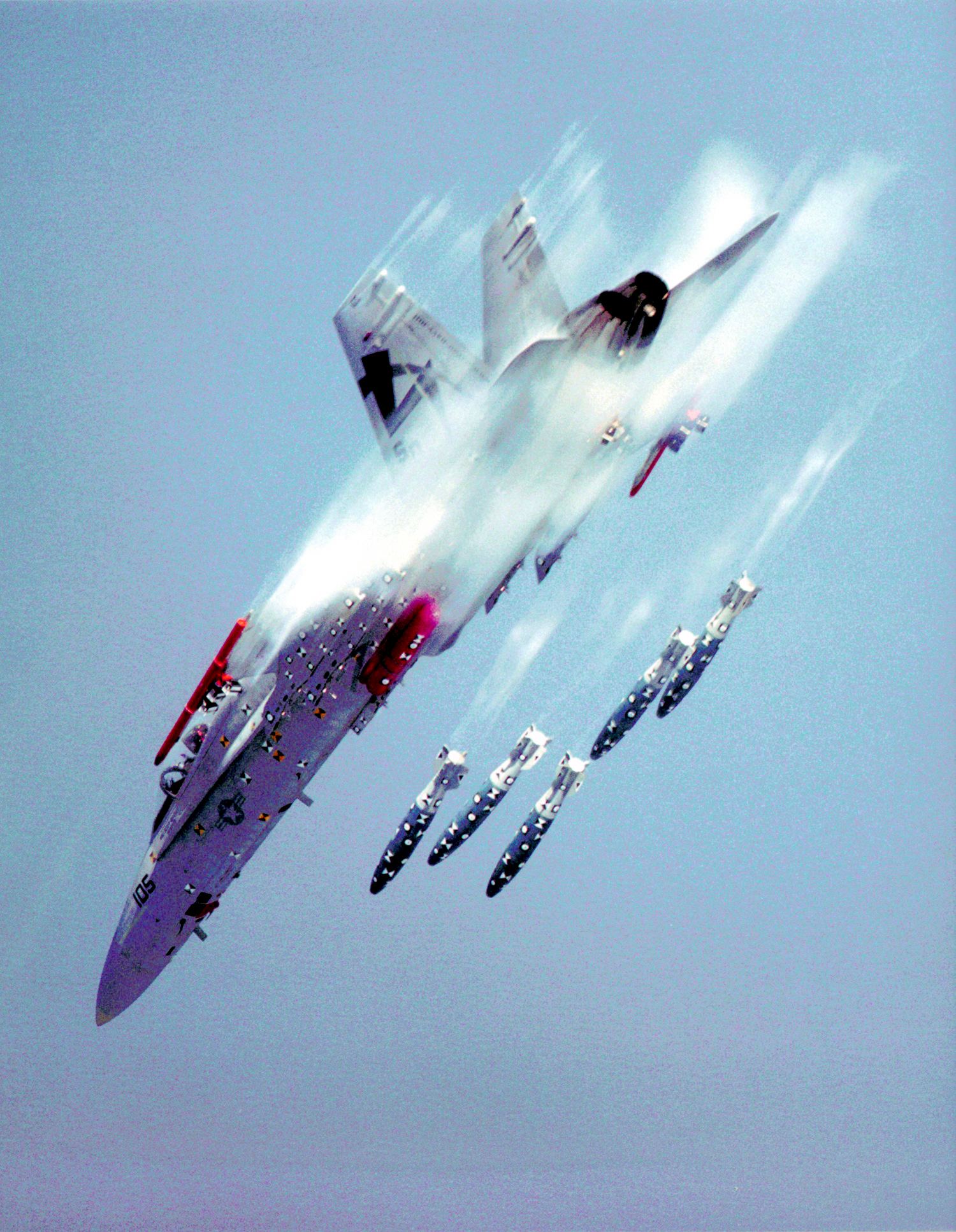
Un Hornet della forze armate USA mentre sgancia bombe MK-83

Il peso nominale della bomba è di 1 000 lb, (454 kg), nonostante possa variare tra le 985 lb (447 kg) e le 1 030 lb, (468 kg), a seconda delle opzioni di spoletta, della dotazione del paracadute per frenare la caduta e delle configurazione delle alette.
La Mk 83 ha un involucro in acciaio contenente 445 lb (202 kg) di tritonal, un esplosivo ad alto potenziale. Quando è riempita di PBXN-109, con esplosivo termicamente insensibile, la bomba è progettata BLU-110.
La Mk 83/BLU-110 è impiegata come testata per un varietà di armi con guida di precisione, fra le quali: GBU-16 Paveway, la GBU-32 JDAM e le mine navali Quickstrike.
Questa bomba è presente negli arsenali di svariate aeronautiche, tipicamente dall'United States Navy e dall'USAF. In Italia è in dotazione all'Aeronautica Militare e nella Marina Militare per l'impiego sugli AV-8 Harrier II.